# 血管收縮
血管收縮（vasoconstriction），亦即血管收窄，是指體內血管管腔收窄，這會造成血壓的上升。它的相反過程稱為血管舒張。
血管收縮可以是由血管收縮劑造成。血管收縮劑是針對特定的受體，如抗利尿激素受體或腎上腺素受體。血管收縮劑亦會在臨床使用增加血壓或減低局部的血液流量。
此外，當面對高度的壓力時會引發血管收縮。當環境寒冷時，血管收縮亦會在恆溫動物的表面血管出現。這個過程目的是要使溫暖的血液轉流向動物的中央，防止體溫的流失。
血管收縮時仰賴平滑肌的作用，其可以直接驅動管壁的動作，進一步調整血管內部大小及局部血壓。

## 機制
一般情況下，血管收縮是透過血管收縮因子進行調節，如腎上腺素及正腎上腺素等，當其與細胞膜表面α-腎上腺性接受器結合後，並經由G蛋白作用激活一系列生化反應後，進而促成血管收縮。

## 血管收縮劑例子
- 抗組織胺藥
- 腎上腺素
- 非對稱性二甲基精氨酸
- 三磷酸腺苷
- 大麻
- 磷苯二酚胺
- 可卡因
- 減充血劑
- 內皮素
- 去甲羥麻黃鹼
- 偽麻黃鹼
- 神經肽Y
- 正腎上腺素
- 鹽酸四氫唑啉眼藥水
- 血栓烷
- 血清素
- 組織胺[2]
- 白三烯[2]

## 外部連結
- 血管收縮的定義（英文）
- Definition of Vasoconstriction on HealthScout
- Cannabis arteritis revisited--ten new case reports
- Are coronary heart disease and peripheral arterial disease associated with tobacco or cannabis consumption
- Vasoconstrictor effects of Cannabis appear to inhibit Migraine (headache) attacks （页面存档备份，存于）